# Kleptokrácia
A kleptokrácia (eredete: görögül: κλέπτης - kleptész, "tolvaj" és κράτος - kratosz, "hatalom, uralkodás"), szó szerinti jelentése a „tolvajok hatalma”, és napjainkban leginkább arra utal, hogy  a demokrácia és a jogállamiság leple alatt törvényeken kívül és felül álló oligarchia és annak klientúrája uzsorázza ki a népet.
Míg a kifejezés szó szerinti értelmében egy lopás alapú társadalomra utal, gyakrabban használják derogáló politikai értelemben. Eszerint az állami korrupció egy formája, ahol a kormány, vagy uralkodó fő célja, hogy a társadalom egészének szolgálata helyett a politikai vezetők és a hozzájuk közelálló gazdasági társaságok, az oligarchia folyamatos gazdagodását szolgálja. Ez a típusú kormányzás strukturálisan korruptnak tekinthető, amiben az átlátható gazdálkodás és a költségvetési szabályok figyelmen kívül hagyása a norma, a hatásmechanizmusa pedig gyakran a sikkasztás a közpénzekből.

## Jellemzők
A kleptokráciákat gyakran összefüggésbe hozzák az autokrata kormányokkal, különösen a diktatúra, oligarchia, katonai junta korrupt formáival, vagy más autokratikus és nepotista kormánnyal, amely felett nem lehet külső felügyelet gyakorolni, mivel a kleptokrácia személyesen irányítja a közpénzek elköltését és azok megítélését. A kleptokratikus irányítók tipikusan úgy kezelik az ország kincstárát, mintha az a személyes bankszámlájuk lenne, amit ha úgy látják jónak a saját céljukra használhatnak fel. Sok kleptokratikus vezető titokban átutalja a közpénzeket egy titkos külföldi magánszámlára, hogy biztosítsa magának a folytonos luxust arra az esetre, ha eltávolítják a hatalomból, vagy kitoloncolják az országból.
A kleptokrácia a leggyakrabban a fejlődő országokban fordul elő, ahol a demokrácia politikai kultúrája még nem fejlődött ki, ahol a gazdaság jórészt a  természeti erőforrások exportján alapul. Ilyenfajta exportbevétel lehet többek között a könnyen visszavonható gazdasági bérlés ami a bevétel esését eredményezheti (pl. a tőke kivonulása: mivel a befektetők kivonják forrásaikat hogy meneküljenek a kleptokraták által kivetett magas adóktól).
A kleptokrácia szó eredete a görög κλέπτης (tolvaj) és κράτος (uralkodik) szavakból származik. A kifejezés egy olyan kormányzati módszerre alkalmazható, amelyek célja, hogy a kormányzati tisztviselők és a hozzá közelállók személyes jólétét és politikai hatalmát növelje (együtt: a kleptokraták). Ezt az állami pénzek rendszerszintű sikkasztásával érik el, olykor még a közszolgálat látszatát sem betartva. A kifejezés jelentése a „tolvajok hatalma”.
Mivel erkölcsi okokból egyetlen hatalom sem nevezi magát kleptokráciának, ezért nem „hivatalos” kormányzási forma (mint pl. a demokrácia, köztársaság, monarchia, teokrácia), a fogalom egy pejoratív kifejezés a közvagyon a hatalom általi módszeresen önző és hűtlen kezelésére. (A magyar szlengben néha gúnyosan "sikkasztrendszernek" nevezik.)

## Hatások
A kleptokratikus rezsim, vagy kormány hatásai a nemzeten tipikusan kedvezőtlenek az állami gazdaság, a politikai kapcsolatok és a polgári jogok tekintetében. A kormányszintű kleptokrácia gyakran rontja a külföldi, valamint a belföldi, de a rendszerhez kevésbé közelálló befektetők kilátásait, ezáltal éppen a valódi piaci viszonyokba való beavatkozással  drasztikusan rontja a hazai piacot és a határon átnyúló kereskedelmet. Mivel a kleptokrácia az adóbefizetésekből és egyéb állami bevételekből származó pénzt annak önös célú felhasználásával a saját polgáraitól sikkasztja, a kleptokrácia struktúrájú politikai rendszer közel mindenki életminőségét rontja.
A rendszer további jellemzője, hogy gyakorta fontos jóléti beruházások (pl. kórházak, iskolák, utak, parkok) létesítésére szánt pénz vándorol a rendszerhez közelállók zsebébe. Burkolt módja, amikor a fontos beruházás megvalósul ugyan, de a reálisnál lényegesen drágábban, kivitelezésében csak rendszerhez közelálló cégek vesznek részt. Gyakori módszer, amikor a demokratikus látszat megőrzése céljából kiírnak ugyan pályázatot, de azt olyan körmönfont módon fogalmazzák meg, hogy a feltételeknek csak az eleve győztesnek szánt cég felelhessen meg.
A kvázi-oligarchia azt eredményezi, hogy a gazdasági hatalmát féltő kleptokratikus elitet a demokráciától a tekintélyuralmi rendszerek, esetleg a nyílt diktatúra felé tereli.

## Példák
2004 elején a korrupció ellenes civil szervezet (NGO) Transparency International kiadott egy listát, hogy kit gondolnak a tíz leginkább önmagát gazdagító vezetőnek az elmúlt években.
Az állítólagosan lopott pénz amerikai dollár sorrendjében:
1. Indonézia egykori elnöke, Suharto (15 és 35 milliárd dollár)
2. A Fülöp-szigetek egykori elnöke, Ferdinand Marcos (legalább 10 milliárd dollár (1986),[7][8][9][10] ami 21.6 milliárd dollárt tesz ki 2014-ben[11])
3. A Kongói Demokratikus Köztársaság elnöke, Mobutu Sese Seko (5 milliárd dollár)
4. Nigéria egykori államfője, Sani Abacha (2 és 5 milliárd dollár)
5. Jugoszlávia egykori elnöke, Slobodan Milošević (1 milliárd dollár)
6. Haiti egykori elnöke, Jean-Claude Duvalier ("Baby Doc") (300-800 millió dollár)
7. Peru egykori elnöke, Alberto Fujimori (600 millió dollár)
8. Ukrajna egykori miniszterelnöke, Pavlo Lazarenko (114-200 millió dollár)
9. Nicaragua egykori elnöke, Arnoldo Alemán (100 millió dollár)
10. Fülöp-szigetek egykori elnöke, Joseph Estrada (78-80 millió dollár)

Oroszország elnöke, Vlagyimir Putyin állítólag a "klán feje" kinek vagyona 130 milliárd fontra tehető.
Egyesek szerint Egyiptom korábbi elnöke, Hoszni Mubárak 70 milliárd dollárt lophatott el.
A The New York Times 2016-ban Magyarország jelenlegi miniszterelnökének, Orbán Viktornak rendszerét kleptokráciának nevezte.